# آبیسپا
آبیسپا (نام علمی: Abispa) نام یک سرده از تیره زنبوران است.